# جو مايو
جو مايو (بالإنجليزية: Joe Mayo)‏ (25 مايو 1951 في المملكة المتحدة - ) هو لاعب كرة قدم بريطاني في مركز الهجوم. لعب مع نادي بلاكبول ونادي ليتون أورينت ونادي والسول ووست بروميتش ألبيون.

## وصلات خارجية
- جو مايو على موقع قاعدة بيانات كرة القدم.إي يو (الإنجليزية)